# ارگ مورچه خورت
قلعهٔ تاریخی مورچه‌خورت که در ابتدا به عنوان یک دژ نظامی به کار گرفته شده بود. پس از کمرنگ شدن به مرور زمان کاربری خود را به مسکونی تغییر داده و یکی از بزرگترین و کامل‌ترین قلاع فلات مرکزی ایران به‌شمار می‌رود که دارای ویژگی‌های منحصر به فرد معماری و شهرسازی می‌باشد.
این ارگ به‌صورت یک قلعه خشتی بزرگ با برج و باروهای بلند فضایی در فاصله ۵۰ کیلومتری شمال اصفهان و در قلب روستای مورچه خورت قرار دارد که حدود ۳۰ هزار مترمربع وسعت این قلعه است. این قلعه ۲ دروازه و ۸ برج تدافعی دارد که در بخش فوقانی دیوارها، روزنه‌ها و تیرکش‌هایی ایجاد شده‌است. از طریق ورودی‌های تعبیه شده در ۲ برج اصلی حصار در شمال و غرب مجموعه، علاوه بر بالا بردن ضریب ایمنی، دسترسی آسان به درون قلعه را ممکن می‌سازد. در گذر از ورودی جنوبی قلعه و عبور از کنار بقعهٔ امامزاده علی که گنبد فیروزه‌ای آن از تمامی نقاط قلعه می‌درخشد، ساباطی وجود دارد که فضایی است برای آنان که در گرمای طاقت‌فرسای کویر به دنبال پناهی می‌گردند.

## تاریخچه
قدمت این قلعه به علت عدم مطالعات باستانشناسی منطقه ای در هاله ای از ابهام است اما بر اساس کتب تاریخی و به اعتقاد برخی کارشناسان، قدمت این قلعه و منطقه تاریخی به قرن نهم هجری قمری می‌رسد و عده ای نیز قدمت آن را قبل از دوران صفویه می‌دانند، ولی تاریخ دقیق بنای این قلعه که از آثار دوره اسلامی است، مشخص نیست. این ارگ تاریخی شاهد پیروزی نادرشاه افشار بر اشرف افغان در سال ۱۱۴۲ هجری قمری بوده که در نهایت منجر به فرار افغان‌ها از اصفهان می‌شود.

## معماری
ساختار معماری و چیدمان فضاهای عمومی قلاعه بواسطه تغییر کاربریهایی که در طول زمان به خود دیده‌است در نوع خود بسیار جالب توجه است. از بازار اصلی با مغازه‌هایی که از رونق گذشته آن حکایت می‌کنند، مجموعه حمام‌های زنانه و مردانه، امامزاده، مسجد، حسینیه، خانه خوانین و… هرگوشهٔ این مجموعه یک معماری منحصر به فرد دارد.
در این قلعه مجموعه ای از نوآوری‌ها در مطبق بودن بناها و دسترسیهای افقی و عمودی بی نظیر شامل پله‌ها، پشت بندها فرم‌ها و … عناصر بی بدیلی از همزیستی مردمان این دیار در طول قرن‌ها با آب و هوای سخت منطقه و شرایط محیطی بجا مانده‌است.
از دیدگاه آماری در سال ۱۳۵۳ تعداد ۲۵ خانوار در این قلعه زندگی می‌کردند و اکنون نیز ساکنین محدودی دارد(۲–۳ خانواده) که در خانه‌های شخصی خود که از نیکانشان به ارث بردند و مرمت و نگه داری کردند، زندگی می‌کنند.

## مرمت
پروژه مرمت و بازسازی این مجموعه در سال ۱۳۸۶ با تأسیس شرکت احیا بافت تاریخی قلعه مورچه خورت با مشارکت و سهامداری بنیاد مسکن، شرکت توسعه گردشگری، شرکت عمران و مسکن‌سازان منطقه مرکزی و شرکت تعاونی گردشگری روستای مورچه خورت (به عنوان نماینده مالکین و ذینفعان قلعه تاریخی مورچه خورت) شروع به کار کرد که کلیه مراحل مطالعات اولیه و تهیه نقشه‌ها و طرح‌های اولیه در فازهای مختلف تهیه گردید و به علت عدم تأمین منابع مالی مراحل اجرایی آن تا سال ۱۳۹۵ شروع نگردید.
همچنین گزارش شده‌است که از بهمن ماه ۱۳۹۵ استحکام‌بخشی و مرمت برج‌ها و دیوارهای بیرونی قلعه، که بر اثر مرور زمان و فرسایش و آب‌شستگی آسیب دیده‌اند، شروع شده‌است.
همچنین در سالهای ۱۳۹۷ و ۱۳۹۸ با تأمین بودجه دولتی، برخی مکانهای عمومی این بنا از جمله گذرها و دیوار بیرونی آن با نظارت سازمان میراث فرهنگی مرمت شد. در حال حاضر این بنا به تأمین بودجه بیشتر و ورود بخش خصوصی نیازمند است.